# Effacer le tableau
deuxième guerre du Congo
Effacer le tableau désigne une campagne militaire organisée et exécutée, fin 2002, par des groupes armés dans la province de l'Ituri en république démocratique du Congo, opération marquée par de nombreuses atrocités contre les civils. « Effacer le tableau » est aussi le nom d'une unité de forces spéciales et le surnom du général Constant Ndima.

## Campagne militaire
L'opération « Effacer le tableau » s'inscrit dans la deuxième guerre du Congo, « un conflit régional meurtrier », qui a duré officiellement de 1998 à juin 2003.

### Situation initiale
En 2002, Mambasa est une ville d'environ « 20 000 à 25 000 habitants ». Ville congolaise proche des frontières de l’Ouganda et du Soudan du Sud, elle se situe à l'est dans la province de l'Ituri, que l'ONG Human Rights Watch décrit en 2003 comme « le coin le plus sanglant du Congo ». Elle jouit d'une prospérité et d'une sécurité relatives, se trouve à proximité d'un aérodrome et d'une route vers Komanda. Ces avantages attirent la convoitise de groupes armés opérant dans le secteur.

### Forces en présence
Les forces en présence sont le Mouvement de libération du Congo (MLC) dirigé par Jean-Pierre Bemba et son allié le Rassemblement Congolais pour la Démocratie-National (RCD-N) de Roger Lumbala,. Les groupes MLC et RCD-N font alliance avec l'Union des patriotes congolais (UPC) de Thomas Lubanga. Ces groupes sont les adversaires du Rassemblement Congolais pour la Démocratie-Mouvement de Libération (RCD-ML), dirigé par Antipas Mbusa Nyamwisi. 
En octobre 2002, le MLC et le RCD-N, qui ont une structure militaire intégré, lancent une offensive contre Mambasa. Cette opération, connu sous le nom d'« Effacer le tableau », vise principalement à prendre le contrôle de la zone détenue par le RCD-ML, incluant notamment l'aéroport de Beni et la région économiquement stratégique de Beni-Butembo.
Le RCD-ML envisageant une alliance avec le gouvernement de la république démocratique du Congo, la maîtrise de l'aéroport de Beni représente une menace pour le MLC. En effet, cela permettrait à l'armées congolaises de déployer des troupes dans l'est du pays, ouvrant ainsi un second front contre le MLC.

### Chronologie
Il y a eu trois opérations distinctes à Mambasa :
- Le 12 octobre, les forces du MLC/RCD-N prennent Mombasa et la livrent aux pillages, aux viols de masse, aux destructions et aux violences[5]. Le commandant de l'opération est le colonel Freddy Ngalimu[4].
- Fin octobre, les troupes du RCD-ML contre-attaquent et reprennent Mambasa[5].
- En novembre et décembre, le MLC/RCD-N reprennent Mambasa[5], sous le commandement du colonel Widdy Ramses Masamba[4].

Les deux commandants, Ngalimu et Masamba, sont sous la responsabilité du général Ndima Constant d'après la mission mandatée par l'ONU. Ce dernier est surnommé « Effacer le tableau », et a fait partie d'un groupe portant le même nom. Néanmoins, le MLC en 2021 déclare que Constant Ndima n'a pas pris part à ces opérations.

### Atrocités
La Mission de l'Organisation des Nations unies en république démocratique du Congo (MONUC) diligente une enquête fin 2002. L'équipe recueille plus de 500 témoignages dans les villes de Mangina, Oicha, Butembo, Erengeti et Beni, ainsi qu'à Mambasa et Mandima.
La campagne militaire est marquée par de nombreuses atrocités et violations des droits de l'homme commises par le MLC/RCD-N et les forces de l’UPC, ainsi que d'autres commises par les soldats de l'Armée populaire congolaise (APC), la branche armée du RCD-ML.
Les atrocités du MLC/RCD-N et de l'UPC comportent des tueries et exécutions sommaires, des arrestations illégales, des enlèvements et disparitions forcées, des sévices sexuels, des tortures et mauvais traitements, le travail forcé, le pillage systématique de services publics (hôpitaux par exemple), la violence psychologique ainsi que le cannibalisme et des actes de cannibalisme imposés aux victimes. Les enfants ne sont pas épargnés par les horreurs.
Les exactions l'APC sont des pillages, des viols, des arrestations illégales et détentions illégales.
Le rapport indique que cette campagne militaire est marquée par « une escalade sans précédent de la violence caractérisée par des opérations préméditées au cours desquelles les pillages, viols et exécutions sommaires ont servi d’instruments de guerre ».

### Persécutions contre les Pygmées
La campagne « Effacer le tableau » comporte des persécutions des Pygmées. Avec l'UPC, le MLC/RCD-N se dirige vers Beni, appliquant en chemin des violences systématiques contre les Pygmées. Le 20 décembre 2003, un centre pygmée de Kundila Mapendo, à Byakato, est pillé. Parmi les actes de cannibalisme recensés, les Pygmées étaient particulièrement visés car la croyance prête des vertus magiques à leurs organes ou à leur sang.

## Unité spéciale
Le groupe Rassemblement congolais pour la démocratie – National (RCD-N) de Roger Lumbala possède une unité spéciale, appelée « Effacer le tableau », qui s'est signalée par ses exactions. Les combattants de cette unité sont intégrés aux troupes du Mouvement de libération du Congo (MLC) dirigé par Jean-Pierre Bemba. Ce groupe est aussi surnommé les « Effaceurs ». Le bataillon, formé en 2001 et commandé par Constant Ndima, est « bien connu pour la férocité de ses hommes ». Ces forces spéciales sont placées d'abord sous les ordres de Ngalimu puis sous ceux de Masamba. Ce groupe se compose de « quelques membres des ex-FAZ (anciennes Forces armées zaïroises) de Gbadolite, quelques Interahamwe, quelques soldats qui parlaient portugais et une section de soldats de l’UPC ».

## Suites des campagnes militaires
En février 2003 a lieu un procès sur l'opération « Effacer le tableau », à l'issue duquel 19 personnes sont condamnées.

### Roger Lumbala
À la fin de la deuxième guerre du Congo, Roger Lumbala (qui commandait le RCD-N) assume la fonction de ministre du commerce extérieur avant d'être suspendu en novembre 2004. Il reprend ses activités militaires et devient député du Kasaï. Lumbala est arrêté à Paris en décembre 2020 par l'Office central de lutte contre les crimes contre l'humanité. Le 2 janvier, il est mis en examen pour « participation à un groupement formé en vue de la préparation de crimes contre l’humanité » et « complicité de crimes contre l’humanité ». À cette occasion, Le Monde rappelle l'implication du RCD-N et du MLC dans la campagne « Effacer le tableau », « pour conquérir un territoire contrôlé par un groupe ennemi ». En novembre 2023, un juge d’instruction en France a rendu une ordonnance de mise en accusation contre Roger Lumbala et un procès aux assises a été ordonné : Roger Lumbala doit être jugé pour complicité de crimes contre l'humanité commis en RDC entre 2002 et 2003.

### Constant Ndima
Le général Constant Ndima Kongba occupe la fonction de « chef d’état-major général adjoint chargé de l’administration et de la logistique ». En mai 2021, le président Félix Tshisekedi transfère les pouvoirs des autorités civiles à des autorités militaires ; en Ituri, il nomme le général Constant Ndima. L'ONG Human Rights Watch communique ses inquiétudes sur les personnes choisies par Tshisekedi.

### Documentation
- Kofi Annan, « Rapport de l’Équipe spéciale d’enquête sur les événements de Mambasa », sur undocs.org, Organisation des Nations unies, 25 juin 2003.
- « Actes de cannibalisme au Congo », Le Monde,‎ 26 février 2003 (lire en ligne).
- « L'ONU dénonce les exactions commises par les rebelles au Congo-Kinshasa », Le Monde,‎ 16 janvier 2003 (lire en ligne).
- « L'ONU redécouvre l'horreur du conflit congolais », L'Obs,‎ 15 janvier 2003 (lire en ligne).